# Afro Samurai – Resurrection
Afro Samurai – Resurrection (japanisch アフロサムライ レザレクション, Afuro Samurai Rezarekushon) ist ein Fernsehfilm zur Manga- und Animeserie Afro Samurai aus dem Jahr 2007.

## Handlung
Nach vielen Jahren hat Afro Samurai sein Frieden gefunden. Sein Frieden bleibt nicht lange bestehen, denn die Seelen aus der Vergangenheit von Afro wollen sich rächen. Sio will sich mit ihren Komplizen an Afro rächen.

## Produktion
Der Film entstand bei Studio Gonzo (Studio) unter der Regie von Fuminori Kizaki. Die Drehbücher schrieben Yasuyuki Mutō, Josh Fialkov und Eric Calderon. Das Charakterdesign entwarf Hiroya Iijima. Die künstlerische Leitung lag bei Shigemi Ikeda. In dem Film übernimmt wieder Samuel L. Jackson die Hauptrolle, neben ihm sprechen auch Lucy Liu und Mark Hamill Rollen. Wie bei der 5-teiligen Serie ist wieder RZA für den Soundtrack verantwortlich.

## Musik
Die Musik des Films wurde von RZA komponiert. Der Vorspann der Serie ist unterlegt mit dem Lied Combat von RZA. Für den Abspann verwendete man das Lied Number One Samurai von RZA.

## Synchronisation
| Rollenname       | Englischer Sprecher | Deutscher Sprecher       |
| ---------------- | ------------------- | ------------------------ |
| Afro Samurai     | Samuel L. Jackson   | Jan-David Rönfeldt       |
| Afros Vater      | Greg Eagles         | Oliver Stritzel          |
| Sio              | Lucy Liu            | Kaya Marie Möller        |
| Tomoe            | Grey Griffin        | Claudia Urbschat-Mingues |
| Bin              | Mark Hamill         | -                        |
| Jinnosuke / Kuma | Yuri Lowenthal      | -                        |

## Rezeption
- Lexikon des internationalen Films: „Gestalterisch auf beachtlichem, dabei traditionell und plakativ gehaltenem Niveau, ist der Kinofilm weit grimmiger und deutlich brutaler als das OAV. Durch den dramaturgischen Einsatz von HipHop-Musik wird die Symbiose von japanischer und amerikanischer Populärkultur gesucht.“[4]